# 奥扎尔
奥扎尔（Ozar），是印度马哈拉施特拉邦Nashik县的一个城镇。总人口45770（2001年）。

## 人口
该地2001年总人口45770人，其中男性24140人，女性21630人；0—6岁人口5181人，其中男2794人，女2387人；识字率78.03%，其中男性为82.41%，女性为73.15%。